# Estación de Vila Franca de Xira
La Estación de Vila Franca de Xira es una estación de la línea del Norte, que se sitúa en la localidad de Vila Franca de Xira, en el Distrito de Lisboa, en Portugal.

## Características

### Localización y accesos
Se localiza en frente de la avenida Marqués de Pombal, en la ciudad de Vila Franca de Xira.

### Descripción física
En enero de 2011, contaba con dos vías de circulación, con 255 y 180 metros de longitud; las dos plataformas presentaban 228 y 159 metros de extensión, y 90 centímetros de altura.